# Guy (2018)
Guy ist eine französische Tragikomödie von Alex Lutz, die im Mai 2018 im Rahmen der Nebenreihe Semaine internationale de la critique der Internationalen Filmfestspiele von Cannes als Abschlussfilm gezeigt wurde und dort ihre Weltpremiere feierte.

## Handlung
Nach dem Tod seiner Mutter findet der aufstrebende junge Journalist Gauthier einen Brief. Dieser deutet darauf hin, dass er der uneheliche Sohn von Guy Jamet sein könnte, ein populärer 72-jähriger französischer Sänger und Varieté-Künstler, der in den 1970er Jahren mit dem großen Hit Caress den Höhepunkt seiner Karriere feierte. Jamet bringt gerade sein neustes Album heraus und geht auf Tournee. Gauthier beschließt daher, ihm mit Stift und Kamera in der Hand zu folgen, in seinem alltäglichen Leben, aber auch bei den Auftritten im Rahmen von Konzerten in der französischen Provinz. Guy Jamet selbst stimmt zu, dass ihm der Reporter jeden Tag folgen wird, wie in einer Reality-Show. So entsteht ein dokumentarisches Porträt von Jamet.
Mit seiner Ex-Frau Anne-Marie hat Jamet noch immer ein gutes Verhältnis. Sie war die Liebe seines Lebens und auch die Frau, für die er sein Lied Dadidou schrieb. Derzeit verbringt Guy sein Leben mit Sophie, einem Star-TV, die viel jünger ist als er. Sie bewohnen ein kleines, abgelegenes Landhaus in der Nähe von Aix-en-Provence, wo er ein paar Pferde zum Reiten hat. Gauthier hatte sich für ihn eine viel glamouröseren Umgebung vorgestellt. Gemeinsam besuchen Gauthier und der eingefleischte Raucher Jamet in Cannes einen Stripclub, wo ihm der gealterte Star erklärt, Sex und Alkohol hätten ihn davon abgehalten, Drogen zu nehmen. Gauthier filmt Jamet nicht nur zuhause, sondern tourt mit ihm durch ganz Frankreich, wo dieser seinem Publikum Hits wie Passionately, Tendresses und seinen großen Hit Caress vorstellt.

## Produktion

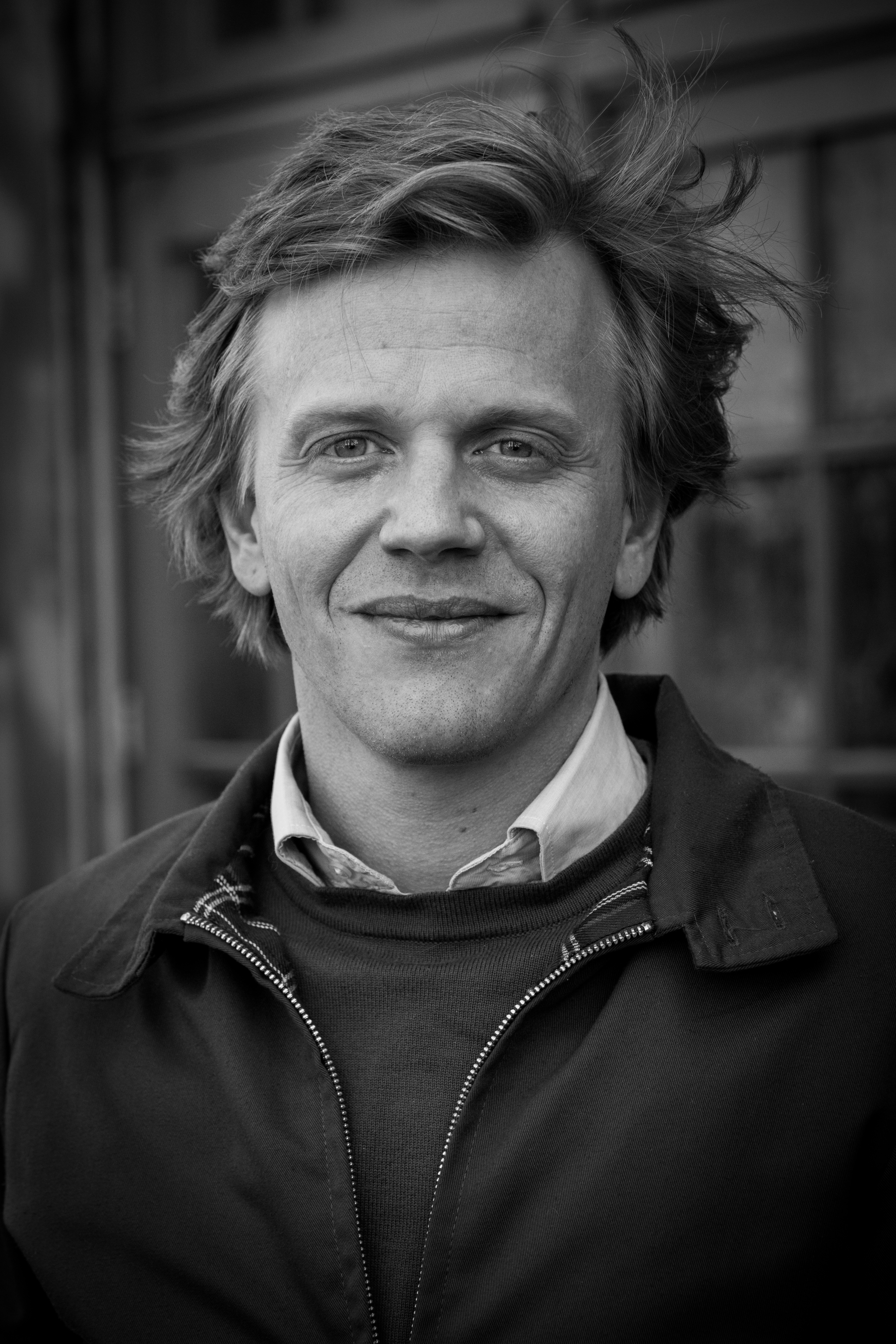
Regisseur, Drehbuchautor und Schauspieler Alex Lutz im April 2015

Regie führte der französische Schauspieler, Theaterregisseur und Komiker Alex Lutz, der auch das Drehbuch schrieb und im Film in der titelgebenden Hauptrolle von Guy zu sehen ist. Deborah Young von The Hollywood Reporter beschreibt das Ergebnis als Mockumentary, eine gut gelaunte Tour de Force und als einen Publikumsliebling. Der Film dürfte jedoch angesichts all der auf Franzosen abgestimmten Witze und Referenzen eher etwas für ein französisches Publikum sein.
Lutz selbst spielt im Film den titelgebenden Guy Jamet. Hierfür ließ man Lutz, der zur Zeit der Dreharbeiten 39 Jahre alt war, im Film jedoch einen Mann Anfang der Siebzig spielt, um Jahrzehnte altern. Tom Dingler übernahm die Rolle von Gauthier. Brigitte Roüan spielt Gauthiers Mutter. Élodie Bouchez spielt Guys Ex-Frau Anne-Marie in jungen Jahren, später wird diese von der Schauspielerin-Sängerin Dani gespielt. Pascale Arbillot ist in der Rolle von Guys derzeitiger Freundin Sophie zu sehen. Michel Drucker spielt sich selbst als Moderator.
Die Produktion wurde im Oktober 2017 begonnen. Die Aufnahmen entstanden in Paris und Umgebung und in Aix en Provence, wo Guy Jamet im Film gemeinsam mit seiner Freundin Sophie lebt.
Der Film feierte am 16. Mai 2018 im Rahmen der Nebenreihe Semaine internationale de la critique der Internationalen Filmfestspiele von Cannes seine Weltpremiere. Auf die Frage, wie sich Guy Jamet, die von ihm gespielte Figur, bei den Filmfestspielen in Cannes verhalten hätte, phantasierte Lutz gegenüber Renaud Baronian von Le Parisien, dieser hätte das Festival sehr gemocht. Auch wenn es nicht im Film gezeigt wurde, besitze Guy eine kleine Wohnung in Cannes, die er mit seiner Ex-Frau gekauft hat, und er gehe jedes Jahr zum Festival hinunter, nur um Filme zu sehen.
Am 29. August 2018 kam der Film in die französischen Kinos und wurde Ende September und Anfang Oktober 2018 beim Filmfest Hamburg gezeigt.

## Rezeption

### Kritiken
Deborah Young von The Hollywood Reporter bemerkt in ihrer Kritik, der Film könnte einen Wendepunkt in Alex Lutz’ Karriere sein. Der Schauspieler, der dafür bekannt sei, Charaktere allein durch seine Körpersprache und seinen Gesichtsausdruck zu erschaffen, genieße im Film zudem den Vorteil von Kostümen (rigoros schwarz auf der Bühne, mit einer goldenen Kette um den Hals) und einem exzellenten Make-up, das ihn zu einem Mann in den Siebzigern mache. Tatsächlich sehe Lutz mit seinem weißen Haarschopf und seinem ständig offenen Mund so natürlich aus wie der Sänger „Guy Jamet“, der unachtsame Zuschauer glauben lasse, dass es ein viel älterer Schauspieler ist, der die Rolle spielt. Mancheiner könnte gar versuchen, Guy Jamet auf Wikipedia zu finden. Auch Jean-Francois Lixon bemerkt, der Mann, den wir in den ersten Sekunden des Films sehen, könnte Alex Lutz' Vater sein. Mit Falten, müden Gesichtszügen und der schlaffen Haut am Hals sei die Verwandlung des Schauspielers geradezu spektakulär, dass man es nicht sähe, wenn man es nicht wüsste.
Luc Chessel von Libération bezeichnet Guy als einen Gesichtsfilm und einen falschen Dokumentarfilm, eine Fiktion, die sich das Leben dieses alten populären Sängers und dessen Comeback vornimmt. Gauthier nutze einen Vorwand, um sich ihm zu nähern und ihn kennenzulernen. Chessel meint, Guy Jamet, erscheine manchmal wie eine intelligent angelegte und gruselige Mischung aus Claude François und Klaus Kinski und wie ein pures Rätsel: „Diese kitschige Sphinx, alte Herrlichkeit ohne Herrschaft, erzählt von seinem Leben, das tausend Mal gelebt wurde, [...] und bleibt demjenigen, der filmt, unergründlich.“ Chessel spricht von einem mockumentären Filter.
Nathalie Simon von Le Figaro meint, der eigentliche Comedian Alex Lutz, der nun als Regisseur fungierte, liefere auch als Schauspieler in seinem zweiten Spielfilm eine atemberaubende Performance ab, und sein Guy Jamet habe etwas von Alain Delon.
Vielfach wurden die Längen am Ende des Films bemängelt, die man hätte auslassen können.

### Auszeichnungen
César 2019
- Nominierung als Bester Film (Alex Lutz)
- Nominierung für die Beste Regie (Alex Lutz)
- Auszeichnung als Bester Hauptdarsteller (Alex Lutz)
- Nominierung für das Beste Originaldrehbuch (Alex Lutz, Anais Deban und Thibault Segouin)
- Auszeichnung für die Beste Filmmusik (Vincent Blanchard und Romain Greffe)
- Nominierung für den Besten Sound (Stephane Thiebaut)[12]

Prix Lumières 2019
- Nominierung als Bester Film (Alex Lutz)
- Auszeichnung als Bester Darsteller (Alex Lutz)
- Auszeichnung für die Beste Filmmusik (Vincent Blanchard und Romain Greffe)[13][14]